# Волинецька сільська рада (Вітебська область)
55°42′28″ пн. ш. 28°11′9″ сх. д. / 55.70778° пн. ш. 28.18583° сх. д.
Волинецька сільська рада (біл. Валы́нецкі сельсавет) — адміністративно-територіальна одиниця у складі Верхньодвінського району, Вітебської області Білорусі. Адміністративний центр сільської ради — агромістечко Волинці.

## Розташування
Волинецька сільська рада розташована у північній частині Білорусі, на заході — північному заході Вітебської області, на захід — північний захід від обласного центру Вітебськ та схід — південний схід від районного центру Верхньодвінськ.
Територією сільради протікає річка Західна Двіна із своєю правою притокою Дрисою.

## Історія
Сільська рада була створена 20 серпня 1924 року у складі Волинецького району Полоцької округи (БРСР) і знаходилась там до 26 липня 1930 року. 9 березня 1929 Волинецький район був перейменований у Борковицький. В 1930 році округа була ліквідована і рада у складі Борковицького району перейшла у пряме підпорядкування БРСР. 8 липня 1931 року Борковицький район був ліквідований, а сільрада приєднана до Дрисенського району. З 20 лютого 1938 року, після утворення Вітебської області (15 січня 1938), разом із Дрисенським районом, увійшла до її складу. З 20 вересня 1944 по 8 січня 1954 років перебувала у складі Полоцької області.
25 грудня 1962 року у зв'язку з перейменуванням міста Дриса у Верхньодвінськ, район також був перейменований у Верхньодвінський.
8 квітня 2004 року до складу сільради були включені сільські населені пункти Шайтеровської сільської ради, які входили до складу колишнього колгоспу «Жовтень».

## Склад сільської ради
До складу Волинецької сільської ради входить 34 населених пункти:
| - Волинці — агромістечко. - Антонове — село. - Ахремці — село. - Балабанщина — село. - Борсуки — село. - Білоуси — село. - Бубни — село. - Булавки — село. - Водва — село. - Волутеве — село. - Грулеве — село. - Дадеки — село. | - Дегтярове — село. - Єрмаки — село. - Забіли 1 — село. - Забіли 2 — село. - Застарини — село. - Климівщина — село. - Княжиці — село. - Князєве — село. - Ковалевщина — село. - Козуліне — село. - Колотовіне — село. - Кравці — село. | - Неверове — село. - Прудинки — село. - Сафонове — село. - Свольне — село. - Селко — село. - Сосновці — село. - Стайки — село. - Терешки — село. - Тресковичі — село. - Філіпове — село. |